# イトバモウセンゴケ
イトバモウセンゴケ（Drosera filiformis）は、モウセンゴケ属の植物の一つ。細長い糸状の葉を持つ。

## 特徴
多年生の草本で、冬季には鱗茎を作って越冬する。茎は短く、葉は根出状に多数出て立ち上がる。葉では葉柄は区別できず、葉身は細い線形で長さ10-40cm、幅は0.6-1mm。葉の基部には綿毛状の托葉がある。葉と粘毛は緑色だが、粘毛が赤みを帯びるものもある。
花茎は2-4本出て、長さ15-45cm、一つの花序に5-20程の花をつける。花弁は倒卵形で淡いピンクからピンク色をなし、長さ7-15mm、幅5-8mm。花柱は3裂し、長さ5-7mm、途中で二叉分枝する。

## 分布
北アメリカ東部、ニュージャージー州からフロリダ州までの太平洋側の海岸平野部に広く分布する。

## 類似種
食虫植物で線状の葉に粘毛を持つものはドロソフィルムやビブリスなどもあり、また同属のナガバノイシモチソウなどもあるが、それらは茎が立ち上がる。
類縁関係はほとんど無いが、ムシトリスミレ属の Pinguicula filifolia は、全くの別群ながら細長い葉を立て、その表面に粘毛があって外見が本種に似る。もちろん花が咲けばその形は全く異なる。

## 利用
観葉植物、特に食虫植物として栽培される。本属の中では普及しているものの一つである。株分けで増やせるが、本種は葉差し（切り取った葉から不定芽を出させる）ことでも増やせる。

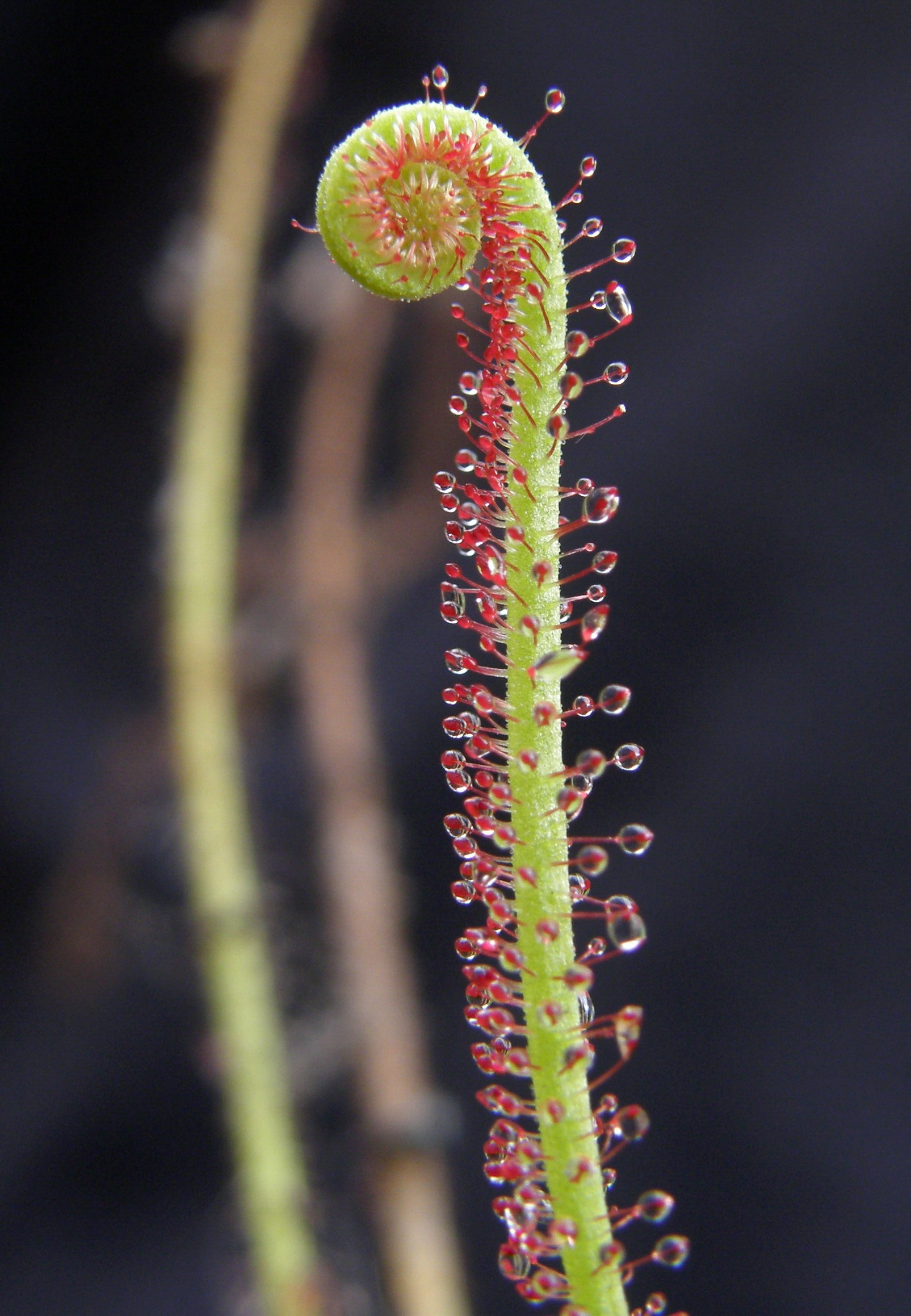
伸びかけの葉
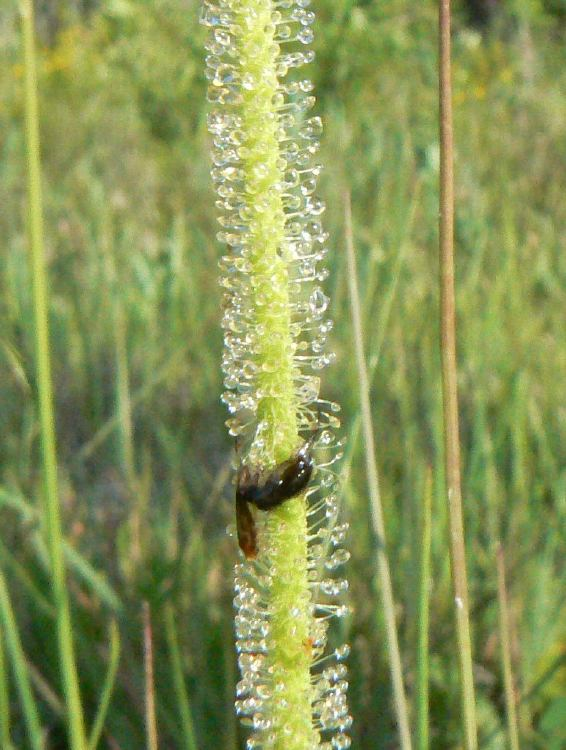
虫を捕らえた様子
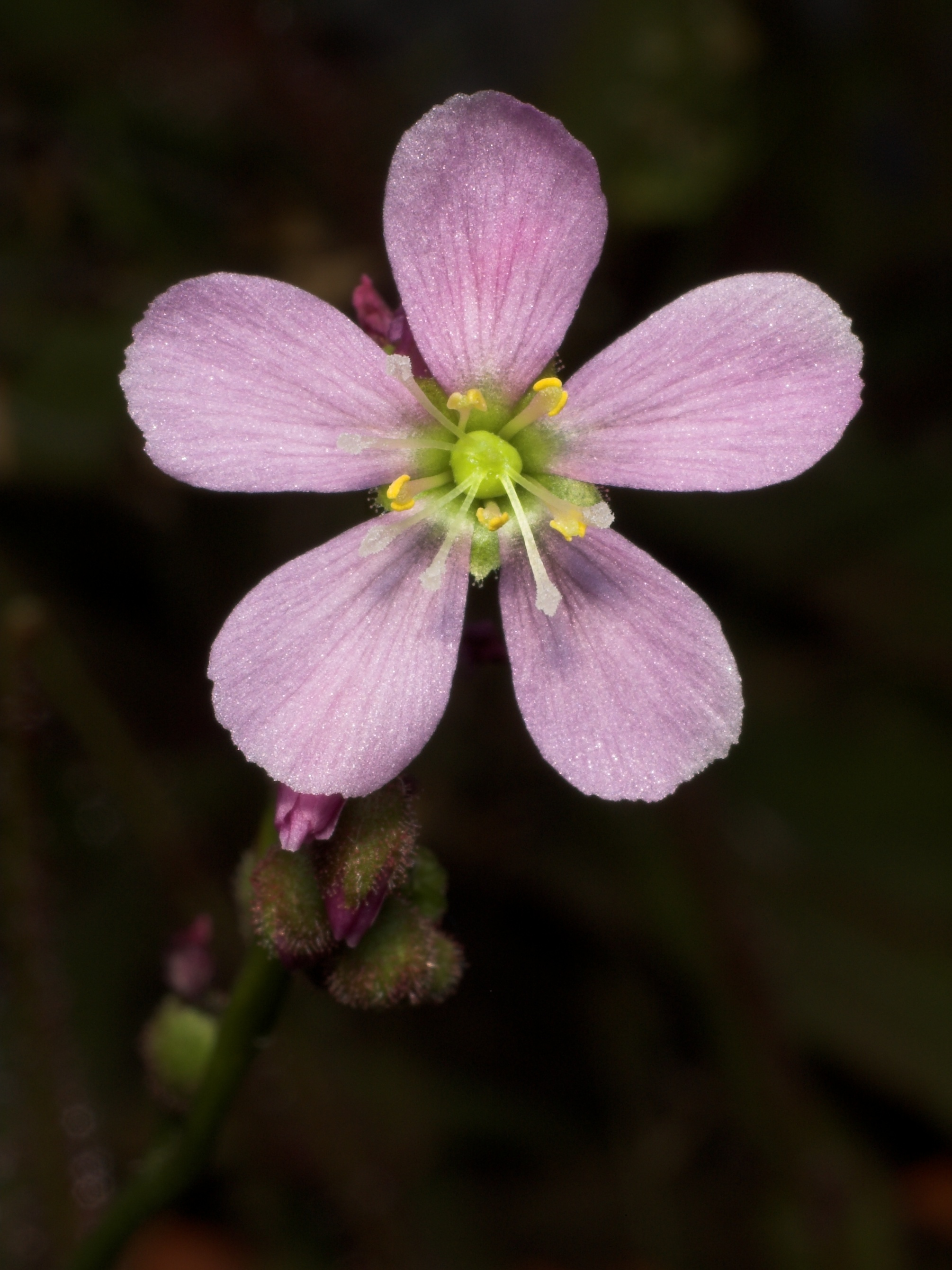
花